# Iggy Houben
Iggy Houben (Bocholtz, 7 december 2004) is een Nederlands voetballer die als aanvaller voor Jong PSV speelt.

## Carrière
Iggy Houben speelde in de jeugd van RKVV WDZ, Roda JC Kerkrade en PSV. Bij PSV tekende hij in 2020 een contract tot medio 2023, wat hierna tot 2025 verlengd werd. Houben debuteerde in het betaald voetbal voor Jong PSV op 24 april 2023, in de met 0-1 verloren thuiswedstrijd tegen MVV Maastricht. Hij kwam in de 82e minuut in het veld voor Renzo Tytens.

### Statistieken
| Seizoen                      | Club           | Land           | Competitie     | Competitie | Competitie | Beker | Beker | Totaal | Totaal |
| Seizoen                      | Club           | Land           | Competitie     | Wed.       | Dlp.       | Wed.  | Dlp.  | Wed.   | Dlp.   |
| ---------------------------- | -------------- | -------------- | -------------- | ---------- | ---------- | ----- | ----- | ------ | ------ |
| 2022/23                      | Jong PSV       | Nederland      | Eerste divisie | 3          | 0          | –     | –     | 3      | 0      |
| 2023/24                      | Jong PSV       | Nederland      | Eerste divisie | 10         | 0          | –     | –     | 10     | 0      |
| Carrièretotaal               | Carrièretotaal | Carrièretotaal | Carrièretotaal | 3          | 0          | 0     | 0     | 3      | 0      |
| Bijgewerkt op 7 januari 2024 |                |                |                |            |            |       |       |        |        |